# 新界區專線小巴86線
新界專綫小巴路線86，由荃灣86營辦，來往荃灣（海貴路）及石籬（梨貝街），途經荃灣市中心（沙咀道）、港鐵大窩口站、國瑞路及石蔭東邨，為九龍巴士235線的競爭對手。
新界通宵專綫小巴路線86A，由荃灣86營辦，來往荃灣（川龍街）及石籬（梨貝街），為86線的通宵版本。
新界專綫小巴路線86M，由荃灣86營辦，來往荃灣（川龍街）及石籬（梨貝街），途經荃灣市中心、港鐵大窩口站及石蔭邨。

## 歷史
- 1979年6月8日：運輸署公開招標16組共33條專綫小巴新路線，此路線與85編為同一組。[1]
- 1980年2月17日：86線投入服務，來往石籬（石排街）及荃灣（仁濟街）[2][3]，使用17輛小巴行走。
- 1982年4月：荃灣總站遷往川龍街。
- 1985年5月：石梨貝總站遷往石籬（梨貝街），以配合石籬邨擴建部份（今石籬（一）邨）落成。
- 1987年2月：86線的通宵服務編為86A線。
- 1990年4月6日：受德士古道天橋建築工程影響，沿德士古道南行之車輛不能右轉荃富街，為配合是次交通改動，往川龍街方向改經國瑞路、德士古道、沙咀道及眾安街，同時分拆出新路線86M，提供原有青山公路－荃灣段之服務。[4]
- 2003年12月20日：86線荃灣總站遷往荃灣運輸大樓，以配合西鐵綫通車。
- 由2005年12月19日[5]至2006年6月30日[6]，86線提供與西鐵綫的八達通轉乘優惠，86線一程車費全免。
- 2013年1月27日：86線的「港鐵荃灣西站」總站遷往如心廣場巴士總站，以配合荃灣運輸大樓永久封閉作荃灣西站（五區）「城畔」住宅發展。[7]
- 2019年2月24日：86線的荃灣總站由如心廣場遷至荃灣（海貴路）。[8]

## 服務時間及班次
86
- 每天荃灣（海貴路）開：06:15-23:57，10分鐘一班
- 每天石籬梨貝街開：05:50-23:55，10分鐘一班

86A
- 每天荃灣川龍街開：23:59-03:00，12-15分鐘一班
- 每天石籬梨貝街開：23:58-03:00，12-15分鐘一班

86M
- 每天荃灣川龍街開：06:15-00:00，5-8分鐘一班
- 每天石籬梨貝街開：05:50-23:55，5-8分鐘一班

86M學童特別車(循環來往石籬梨貝街至安蔭邨)
- 星期一至五上課日，07:25-07:55，3-4分鐘一班

星期六、日、公眾假期及學校假期不設服務

## 收費
86、86M
- 全程收費：$5.9
  - 石籬梨貝街往石籬石安樓：$3.1
  - 大窩口站往荃灣（川龍街）：$3.1（只適用於86M）
  - 石蔭東邨往石籬梨貝街：$3.1
  - 石籬商場往石籬梨貝街：$1.9

86A
- 全程收費：$7.8（無任何分段收費）

## 行車路線
86線
- 往荃灣方向，駛經：梨貝街，石排街，圍乪街，大隴街，和宜合道，昌榮路，青山公路，國瑞路，德士古道，沙咀道，眾安街，楊屋道，大河道及海貴路。
- 往石籬方向，駛經：海貴路，大河道，沙咀道，圓墩圍，海盛路，大河道，沙咀道，德士古道，荃富街，關門口街，青山公路，國瑞路，梨木道，大白田街，石排街，安足街，石梨街，圍乪街，石排街及梨貝街。

86A
- 往荃灣方向，駛經：梨貝街，石排街，圍乪街，大隴街，和宜合道，昌榮路，青山公路，國瑞路，德士古道，沙咀道，眾安街，河背街及川龍街。
- 往石籬方向，駛經：川龍街，沙咀道，圓墩圍，海盛路，大河道，沙咀道，德士古道，荃富街，關門口街，青山公路，國瑞路，梨木道，大白田街，石排街，安足街，石梨街，圍乪街，石排街及梨貝街。

86M
- 往荃灣方向，駛經：梨貝街，石排街，圍乪街，大隴街，和宜合道，昌榮路，青山公路，眾安街，河背街及川龍街。
- 往石籬方向，駛經：川龍街，沙咀道，大河道，青山公路，國瑞路，梨木道，大白田街，石排街，安足街，石梨街，圍乪街，石排街及梨貝街。